# Episodi di Josy Klick (prima stagione)
La prima stagione della serie televisiva Josy Klick, composta da 6 episodi, è stata trasmessa in prima visione assoluta in Germania dal canale Sat.1 dal 1º maggio al 3 giugno 2014.
In Italia, la stagione è andata in onda dal 16 al 30 gennaio 2017 su Giallo.
| n° | Titolo originale | Titolo italiano              | Prima TV Germania | Prima TV Italia |
| -- | ---------------- | ---------------------------- | ----------------- | --------------- |
| 1  | Die tote Boxerin | Cambiare vita                | 1º maggio 2014    | 16 gennaio 2017 |
| 2  | Feuerwehr        | Una verità scomoda           | 8 giugno 2014     | 16 gennaio 2017 |
| 3  | Kopftuch         | Una donna ribelle            | 15 giugno 2014    | 23 gennaio 2017 |
| 4  | Zinnsoldaten     | La confraternita             | 22 giugno 2014    | 23 gennaio 2017 |
| 5  | Nachbarschaft    | Un quartiere poco tranquillo | 29 giugno 2014    | 30 gennaio 2017 |
| 6  | Strich           | Sotto copertura              | 3 giugno 2014     | 30 gennaio 2017 |